# Василевичи (Жлобинский район)
Василевичи (бел. Васілевічы) — деревня в Жлобинском районе Гомельской области Белоруссии. В составе Доброгощанского сельсовета.
Поблизости находятся скважины по добыче нефти.

## География

### Расположение
В 41 км на юго-запад от Жлобина, 11 км от железнодорожной станции Светлогорск-на-Березине (на линии Жлобин — Калинковичи), 115 км от Гомеля.

## Гидрография
На юге пойма реки Березина (приток реки Днепр).

## Транспортная сеть
Транспортные связи по просёлочной, а затем автомобильной дороге Светлогорск — Гомель. Планировка состоит из двух криволинейных улиц, ориентированных с юго-востока на северо-запад и соединенных короткой улицей. Застройка плотная, двусторонняя, преимущественно деревянная, усадебного типа.

## История
Обнаруженные археологами поселения каменного века, позднего мезолита, эпохи неолита и бронзового века (в 0,7-0,8 км на востоке и северо-западе от деревни) свидетельствуют о заселении этих мест с давних времён. По письменным источникам известна с XIX века как деревня в Речицком уезде Минской губернии. Согласно ревизским материалам 1850 года владение помещика Фрумана. В 1879 года упоминается в числе селений Якимово-Слободского церковного прихода. Согласно переписи 1897 года находился трактир, в Якимово-Слободской волости. Речицкого уезда Минской губернии.
В 1931 году организован колхоз имени М. Горького. Во время Великой Отечественной войны оккупанты сожгли 13 дворов и убили 23 жителей. В боях около деревни в июне 1944 года погибли 300 советских солдат (похоронены в братской могиле на кладбище). 91 житель погиб на фронте. Непродолжительное время в январе 1944 года в деревне размещался полевой госпиталь советских войск. В 1966 году к деревне присоединена соседняя деревня Забродье. В составе совхоза «Мормаль» (центр — деревня Доброгоща). Размещались библиотека, фельдшерско-акушерский пункт.

## Население

### Численность
- 2004 год — 45 хозяйств, 59 жителей.

### Динамика
- 1850 год — 166 жителей.
- 1897 год — 35 дворов, 233 жителя (согласно переписи).
- 1940 год — 227 дворов, 920 жителей.
- 1959 год — 397 жителей (согласно переписи).
- 2004 год — 45 хозяйств, 59 жителей.

## Известные уроженцы
- Н. Г. Литаш — Герой Социалистического Труда (из деревни Забродье).